# Symphony in Slang
«Symphony in Slang» («Сленговая симфония») — короткометражный мультипликационный комедийный фильм, выпущенный в 1951 году компанией Metro-Goldwyn-Mayer. Режиссёр Текс Эвери, продюсер Фред Куимби, сценарист Рич Хоган, мультипликаторы: Майкл Ла, Грант Симмонс, Уолтер Клинтон.

## Сюжет
Фильм повествует о человеке, который умер и попал в Рай. Встретивший его душу святой (вероятно, апостол Пётр) не смог понять ни слова из того, что говорил умерший, поскольку тот изъяснялся на современном сленге. Пётр приводит новичка к Ноа Уэбстеру, и человек пересказывает историю своей жизни и смерти.
Фильм построен на обыгрывании неверного, часто буквального понимания Петром и Уэбстером современных сленговых выражений и фразеологизмов, которые использует главный герой. Так, фраза «шёл зверский дождь» (англ. it was raining cats and dogs) иллюстрируется планом улицы с падающими с неба кошками и собаками, «я разваливался на части» сопровождается картиной главного героя, распадающегося на фрагменты, и т. д.
Мультфильм выполнен в минималистичной манере, зачастую шутки отображаются одним статичным планом, который держится в кадре несколько секунд.